# Anthela achromata
Anthela achromata är en fjärilsart som beskrevs av Turner 1904. Anthela achromata ingår i släktet Anthela och familjen Anthelidae. Inga underarter finns listade i Catalogue of Life.